# Mind the gap

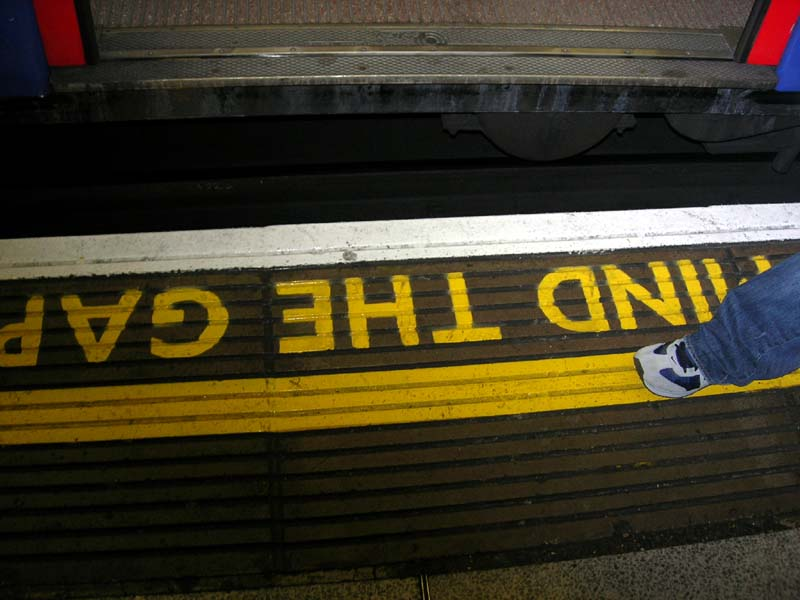
Photographie du Mind the Gap dans la station Charing Cross (métro de Londres).

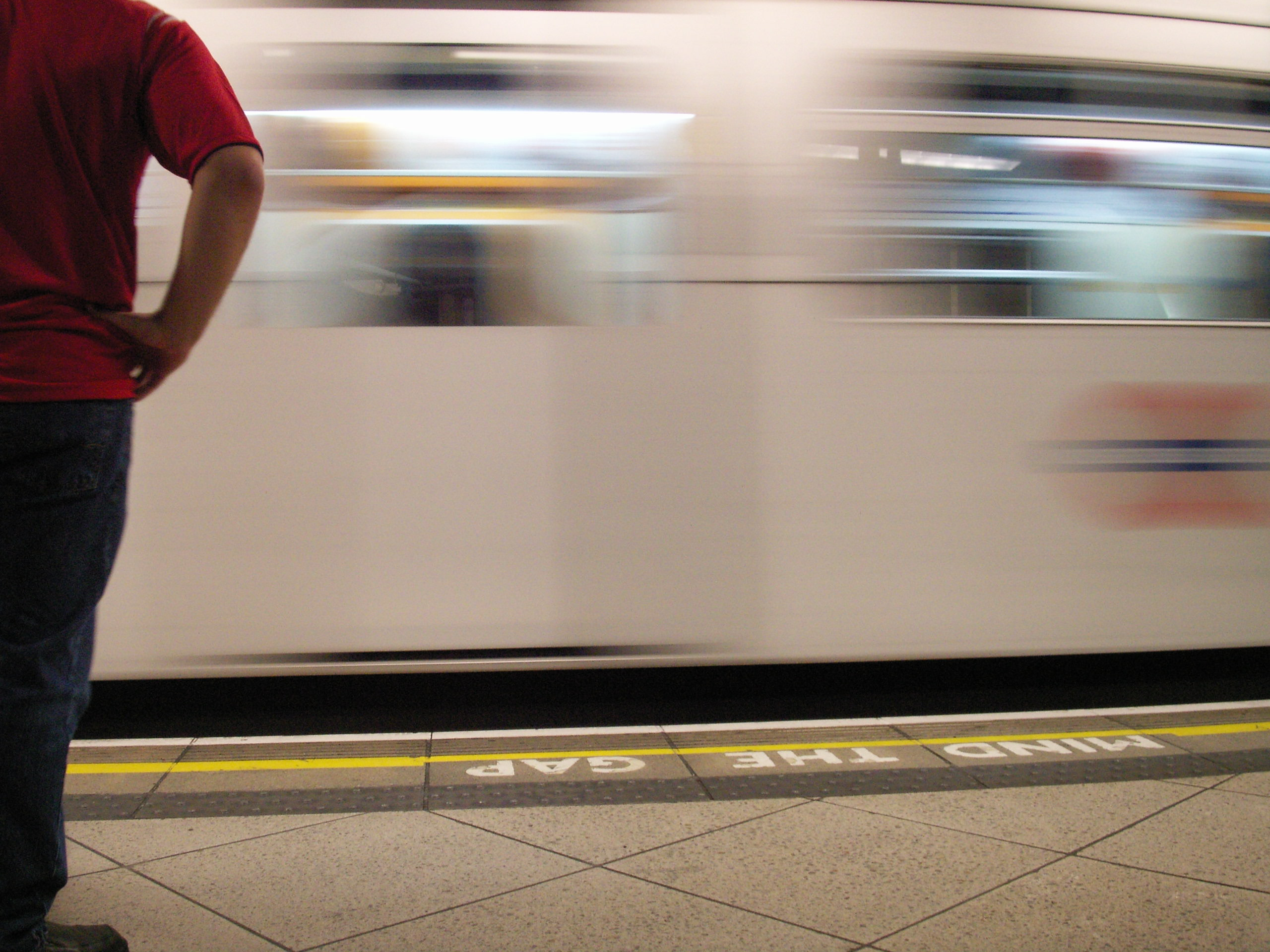
Photographie du Mind the Gap dans le métro de Londres.

Mind the Gap est une expression anglaise utilisée dans les villes anglophones.
Cette phrase, utilisée pour la première fois en 1969, est devenue un symbole du métro de la capitale britannique. Elle peut se traduire par « Attention au vide » (entre le train et le quai) et fait donc référence à l'écart, parfois relativement grand, entre le métro et le bord du quai dans certaines stations courbes du métro. À Paris, l'expression « Attention au pas en montant dans les voitures dans les stations en courbe » a été utilisée (affichage) dans les mêmes circonstances. Les voitures du métro étant droites, l'espace entre le quai et les bords du train peut varier et devenir parfois important. Dans certaines stations, l'expression « MIND THE GAP » est peinte sur le sol en lettres capitales jaunes pour prévenir les voyageurs. Une voix enregistrée répète également ce message lorsque le train arrive. Lorsque le train est sur le point de repartir, le message est alors « Stand clear of the closing doors » (« Éloignez-vous des portes qui se ferment »).

## Origine de l'expression
L'expression Mind the Gap a été créée en 1968 pour être prononcée automatiquement, car il était devenu très peu pratique pour les conducteurs de métro et les agents de station de prévenir régulièrement les passagers du danger du fossé entre le quai et le métro. Les gestionnaires du métro avaient choisi une nouvelle technologie pour l'époque, l'enregistrement numérique, afin d'enregistrer le message sur un support ne nécessitant pas de pièces mécaniques. Les capacités de stockage étant limitées à l'époque, il était nécessaire d'avoir une phrase relativement courte. Un message d'avertissement court prenait également moins de place sur le quai.
Le matériel nécessaire à l'enregistrement a été fourni par AEG Telefunken. D'après l'Independent on Sunday, l'ingénieur du son Peter Lodge, en collaboration avec un ingénieur écossais de Telefunken, avait à l'origine fait enregistrer les messages Mind the gap et Stand clear of the doors, please par un acteur professionnel. Mais celui-ci souhaitant des droits d'auteur sur l'enregistrement, ce dernier a dû être refait. C'est finalement Peter Lodge qui enregistra lui-même les messages.
Alors que la voix de Lodge était toujours utilisée en 2006, certaines lignes du métro utilisent d'autres enregistrements, dont ceux d'Emma Clarke ou de l'acteur britannique Tim Bentinck sur la Piccadilly Line.
Le quai de la Northern Line en direction nord à Embankment reste le seul endroit du réseau londonien où l'une des premières annonces « Mind the gap » peut être entendue, enregistrée par l'acteur Oswald Laurence,.

## Reprise de la phrase

### Dans d'autres réseaux de transport en commun

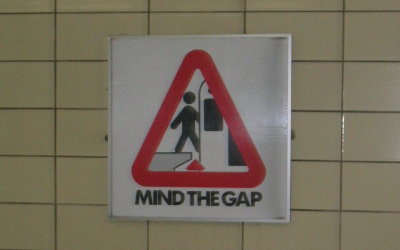
Mind the Gap à Toronto.

Dans le métro bruxellois, il y a un dessin sur les bords du quai de la station Eddy Merckx de la ligne 5, derrière la ligne de sécurité représentant une personne, le nouveau matériel roulant et l'écart avec un panneau « Attention ! ».
Dans le métro parisien, l'avertissement est repris dans les stations en courbe sous la forme d'une annonce multilingue de la forme « Saint-Lazare - Saint-Lazare. Attention à la marche en descendant du train. Please mind the gap between the train and the platform. Attenzione al gradino scendendo dal treno » sur la ligne 3. Cet avertissement est également présent dans les stations de la ligne 1 sur les métros automatiques aux stations Porte de Vincennes, Nation, Bastille et Charles de Gaulle - Étoile, sur la ligne 4 aux stations Saint Michel et Denfert-Rochereau et dans diverses stations des lignes A et B du RER. 
À Toronto le Toronto Transit Commission dispose des affiches Mind the Gap dans toutes les stations. Cet avertissement est également repris pour les messages automatiques à bords des trains de la ligne nord-est du métro de Singapour.
Aujourd'hui, les architectes des nouvelles lignes de métro évitent de construire des stations en courbe.

### Conséquences culturelles

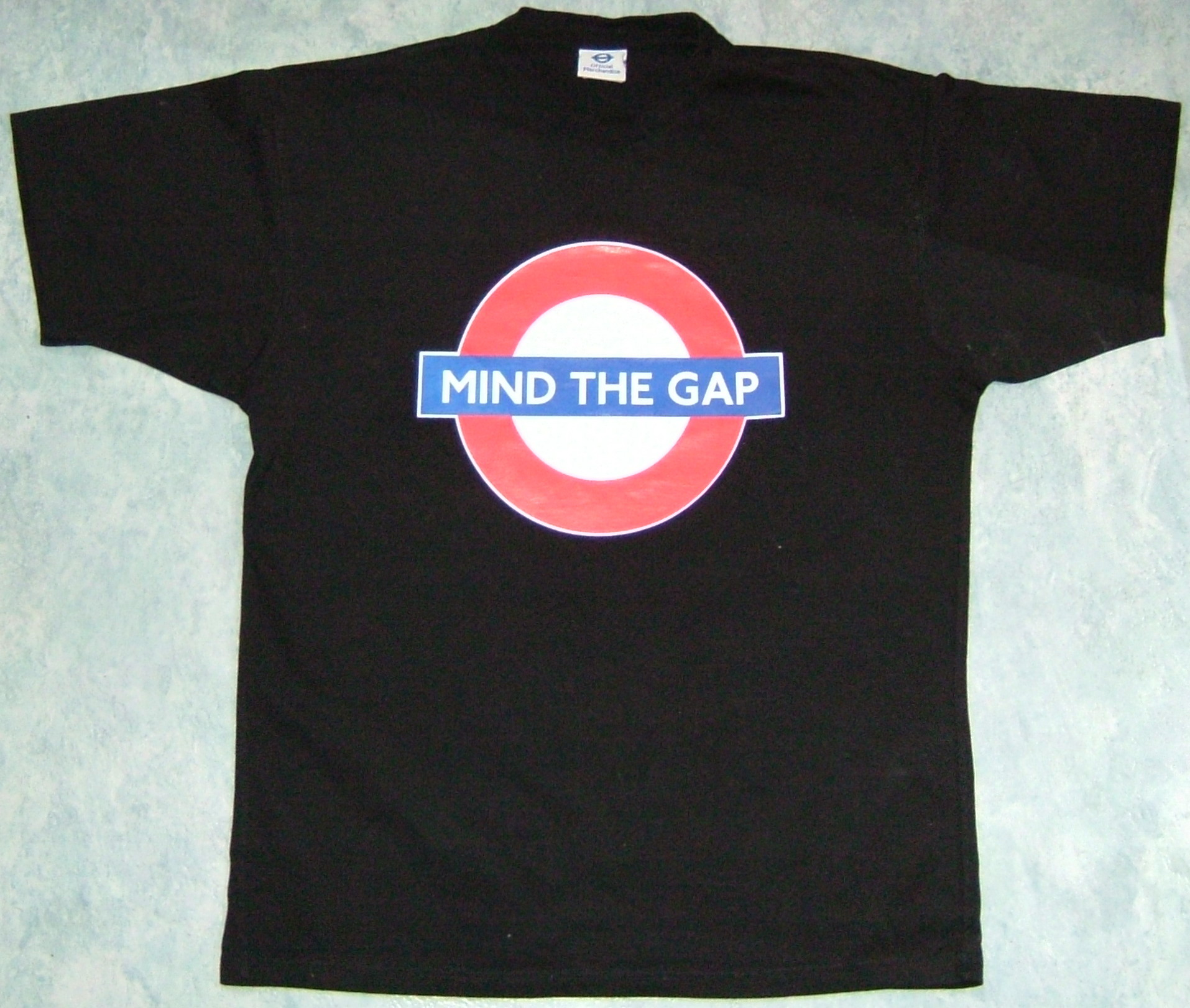
T-shirt Mind the Gap.

- Ce thème est exploité par Neil Gaiman dans son roman de fantasy urbaine Neverwhere qui relate les péripéties de laissés pour compte et de personnages fantastiques dans le Londres d'« en-bas » (dont le métro). « Attention à la bordure du quai » fait l'objet d'une transposition assez surprenante.
- Mind the gap est le titre d'un album du groupe Other Lives, paru en octobre 2012.
- MindTheGap est le nom d'un label français fondé en novembre 2013 pour éditer sous forme de CD les spectacles et audiolivres musicaux de l'écrivain et compositeur Francis Valéry, qui étaient jusque-là diffusés uniquement en téléchargement sur le site des éditions Le Bélial.

- La phrase Mind the gap a également été reprise sur de nombreux T-shirts et gadgets vendus à Londres.
- Mind the gap est une collection d'objets développée par le designer Felipe Ribon et produit en 2012 avec le soutien des Audi Talents Awards. Cet ensemble de bols, tapis, tables et autres pièces de mobiliers a pour ambition de mettre l'hypnose à la portée de tous. Ces objets ont été exposés au musée des Arts décoratifs et du Design, Bordeaux, en 2015.
- Mind the gap apparaît dans le générique de la série Sense8, créée par Lana et Lilly Wachowski et Joseph Michael Straczynski
- Stay safe and remember, mind the gap est utilisé comme slogan par l'équipe du mod Fallout : London et la phrase mind the gap seule est utilisée dans la plupart des vidéos publiées par Team FOLON